# Bruit gaussien
Pour les articles homonymes, voir bruit (homonymie).
En traitement du signal, un bruit gaussien est un bruit dont la densité de probabilité est une distribution gaussienne (loi normale). L'adjectif gaussien fait référence au mathématicien, astronome et physicien allemand Carl Friedrich Gauss,.
La densité de probabilité {\displaystyle p} d'une variable aléatoire gaussienne {\displaystyle z} est la fonction :
{\displaystyle p_{\mathrm {G} }(z)={\frac {1}{\sigma {\sqrt {2\pi }}}}\,\exp \left[-{\frac {(z-\mu )^{2}}{2\sigma ^{2}}}\right]}
où {\displaystyle z} représente le niveau de gris, {\displaystyle \mu } la valeur de gris moyenne et {\displaystyle \sigma } son écart type.
Un cas particulier est le bruit blanc gaussien, dans lequel les valeurs à toute paire de temps sont identiquement distribuées et statistiquement indépendantes (et donc non corrélées (en)). Dans les tests et la modélisation des canaux de communication, le bruit gaussien est utilisé comme bruit blanc additif pour générer un bruit additif blanc gaussien.
Dans le domaine des télécommunications et des réseaux informatiques, les canaux de communication peuvent être affectés par du bruit gaussien à large bande provenant de nombreuses sources naturelles, telles que les vibrations thermiques des atomes dans les conducteurs (appelées bruit thermique ou bruit de Johnson-Nyquist), le bruit de grenaille, le rayonnement du corps noir de la terre et d'autres objets chauds, et de sources célestes telles que le soleil.

## Bruit gaussien dans les images numériques
Les principales sources de bruit gaussien dans les images numériques se produisent pendant l'acquisition, par exemple le bruit du capteur causé par un mauvais éclairage et/ou une température élevée, et/ou la transmission, par exemple le bruit du circuit électronique (en). Dans le traitement numérique de l'image (en), le bruit gaussien peut être réduit en utilisant un filtrage spatial, bien que lors du lissage d'une image, un résultat indésirable puisse résulter dans le flou des bords et des détails de l'image à échelle fine, car ils correspondent également à des hautes fréquences bloquées. Les techniques conventionnelles de filtrage spatial pour le débruitage comprennent : le filtrage moyen (convolution), le filtre médian et le lissage gaussien (en),.